# سكان جبل طارق
سكان جبل طارق أو الجبليون ( بالإسبانية : gibraltareños ، وبالعامية: llanitos ) هم مجموعة عرقية أصلية في جبل طارق، وهي منطقة تابعة لبريطانيا تقع بالقرب من أقصى الطرف الجنوبي لشبه الجزيرة الأيبيرية عند مدخل البحر الأبيض المتوسط.
بعض سكان جبل طارق مزيج عرقي وثقافي من المهاجرين الذين قدموا إلى جبل طارق على مدى 300 عام. بعد استيلاء القوات الأنجلو هولندية عليها عام 1704، اختار جميع سكان جبل طارق ، باستثناء 70 منهم المغادرة، واستقر الكثيرون في المناطق المجاورة. ومنذ ذلك الحين ، استقر مهاجرون من المملكة المتحدة وإسبانيا وإيطاليا ومالطا والبرتغال والمغرب ومنورقة والهند في جبل طارق، وكذلك اليهود السفارديم من شمال أفريقيا.